# نیروی دفاعی تیمور شرقی
نیروهای دفاعی تیمور (یا فالینتیل-FDTL، اغلب F-FDTL) نیروی نظامی تیمور شرقی است. نیروهای دفاعی تیمور در فوریه ۲۰۰۱ تأسیس شد و شامل دو گردان پیاده‌نظام، بخش‌های کوچک دریایی و هوایی و چندین واحد پشتیبانی است.
نقش اصلی نیروهای دفاعی تیمور محافظت از تیمور شرقی در برابر تهدیدات خارجی است. این نیرو همچنین مسئولیت‌هایی در حوزه امنیت داخلی دارد که با وظایف پلیس ملی تیمور-لسته (PNTL) همپوشانی دارد. این همپوشانی منجر به تنش‌هایی میان این دو سازمان شده است، که با مشکلاتی همچون روحیه پایین و کمبود انضباط در نیروهای دفاعی تیمور تشدید شده‌اند.
مشکلات نیروهای دفاعی تیمور در سال ۲۰۰۶ به اوج خود رسید، زمانی که تقریباً نیمی از نیروها پس از اعتراضات علیه تبعیض و شرایط نامطلوب کاری اخراج شدند. این اخراج باعث فروپاشی عمومی نیروهای دفاعی تیمور و پلیس ملی تیمور شرقی (PNTL) در ماه مه همان سال شد و دولت را مجبور کرد تا از نیروهای حافظ صلح خارجی برای بازگرداندن امنیت درخواست کمک کند. نیروهای دفاعی تیمور در حال حاضر با کمک‌های خارجی بازسازی می‌شود و یک طرح بلندمدت برای توسعه نیروها تدوین شده است.

## نقش
قانون اساسی تیمور شرقی مسئولیت محافظت از این کشور در برابر حملات خارجی را به نیروهای دفاعی تیمور واگذار کرده است. قانون اساسی بیان می‌کند که نیروهای دفاعی تیمور «باید استقلال ملی، تمامیت ارضی و آزادی و امنیت مردم را در برابر هرگونه تجاوز یا تهدید خارجی تضمین کند، در حالی که به نظم قانون اساسی احترام می‌گذارد.» همچنین، قانون اساسی تصریح می‌کند که نیروهای دفاعی تیمور «باید غیرحزبی باشند و تابع ارگان‌های صالح حاکمیت مطابق با قانون اساسی و قوانین باشند و نباید در امور سیاسی مداخله کنند.» پلیس ملی تیمور شرقی (PNTL) و سایر نیروهای امنیتی غیرنظامی مسئولیت امنیت داخلی را بر عهده دارند. در عمل، مسئولیت‌های نیروهای دفاعی تیمور و پلیس ملی تیمور شرقی به‌طور واضح مشخص نشده بود و این مسئله منجر به درگیری بین این دو سازمان شد.
دولت تیمور شرقی به‌مرور زمان نقش نیروهای دفاعی تیمور را گسترش داده است. به‌عنوان آنچه «مأموریت‌های جدید» نامیده شده است، مسئولیت مدیریت بحران، حمایت از سرکوب ناآرامی‌های مدنی، پاسخ به بحران‌های انسانی و تسهیل همکاری بین بخش‌های مختلف دولت به نیروهای دفاعی تیمور واگذار شده است.

## ترتیبات فرماندهی

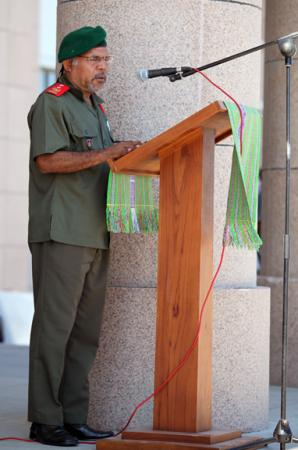
سپهبد لره آنان تیمور در سال ۲۰۱۲

قانون اساسی تیمور شرقی بیان می‌کند که رئیس‌جمهور فرمانده کل نیروهای دفاعی است و اختیار انتصاب فرمانده و رئیس ستاد نیروهای دفاعی تیمور را دارد. شورای وزیران و پارلمان ملی مسئول تأمین مالی نیروهای دفاعی تیمور و تعیین سیاست‌های مربوط به امنیت تیمور شرقی هستند. یک شورای عالی دفاع و امنیت در سال ۲۰۰۵ برای ارائه مشاوره به رئیس‌جمهور در زمینه سیاست‌ها و قوانین دفاعی و امنیتی و انتصاب و برکناری کارکنان ارشد نظامی تأسیس شد. این شورا به ریاست رئیس‌جمهور تشکیل می‌شود و شامل نخست‌وزیر، وزرای دفاع، دادگستری، امور داخلی و امور خارجه، رؤسای نیروهای دفاعی تیمور و پلیس ملی تیمور شرقی، یک افسر امنیت ملی و سه نماینده از پارلمان ملی است. با این حال، نقش این شورا مشخص نیست و نه این شورا و نه پارلمان نتوانستند به‌عنوان یک کنترل‌کننده در برابر تصمیم به اخراج تعداد زیادی از پرسنل نیروهای دفاعی تیمور در سال ۲۰۰۶ عمل کنند. یک کمیته پارلمانی نیز بر بخش امنیتی تیمور شرقی نظارت دارد. سپهبد لره آنان تیمور فرمانده فعلی نیروهای دفاعی تیمور است و در ۶ اکتبر ۲۰۱۱ به این سمت منصوب شد.
یک وزارت دفاع کوچک در سال ۲۰۰۲ برای نظارت غیرنظامی بر نیروهای دفاعی تیمور تأسیس شد. با این حال، کمبود کارکنان مناسب برای این وزارتخانه و رابطه نزدیک سیاسی بین افسران ارشد نیروهای دفاعی تیمور و مقامات دولتی، این نظارت را تا حد زیادی بی‌اثر کرد و توسعه سیاست دفاعی تیمور شرقی را حداقل تا سال ۲۰۰۴ به تأخیر انداخت. ناتوانی در ایجاد نظارت غیرنظامی مؤثر بر نیروهای دفاعی تیمور همچنین میزان تمایل کشورهای خارجی برای ارائه کمک به این نیروها را محدود کرد و به بحران سال ۲۰۰۶ دامن زد. تا اوایل سال ۲۰۱۰، وزارت دفاع و امنیت به دو بخش برای دفاع (شامل نیروهای دفاعی تیمور) و امنیت (شامل پلیس ملی تیمور شرقی) تقسیم شده بود که هر کدام توسط یک دبیر دولتی هدایت می‌شدند. در این زمان، دولت تیمور شرقی با کمک «هیئت یکپارچه مأموریت سازمان ملل در تیمور» (UNMIT) برای گسترش ظرفیت وزارتخانه تلاش می‌کرد، اما کمبود مداوم کارکنان واجد شرایط، توانایی وزارتخانه را برای نظارت غیرنظامی بر بخش امنیتی محدود کرده بود. افزون بر این، بخش‌هایی از نیروهای دفاعی تیمور همچنان با کنترل غیرنظامی بر نیروهای امنیتی مخالفت می‌کردند و این نیرو در آن زمان خود را در برابر نظارت بین‌المللی باز نکرده بود.

## سازماندهی

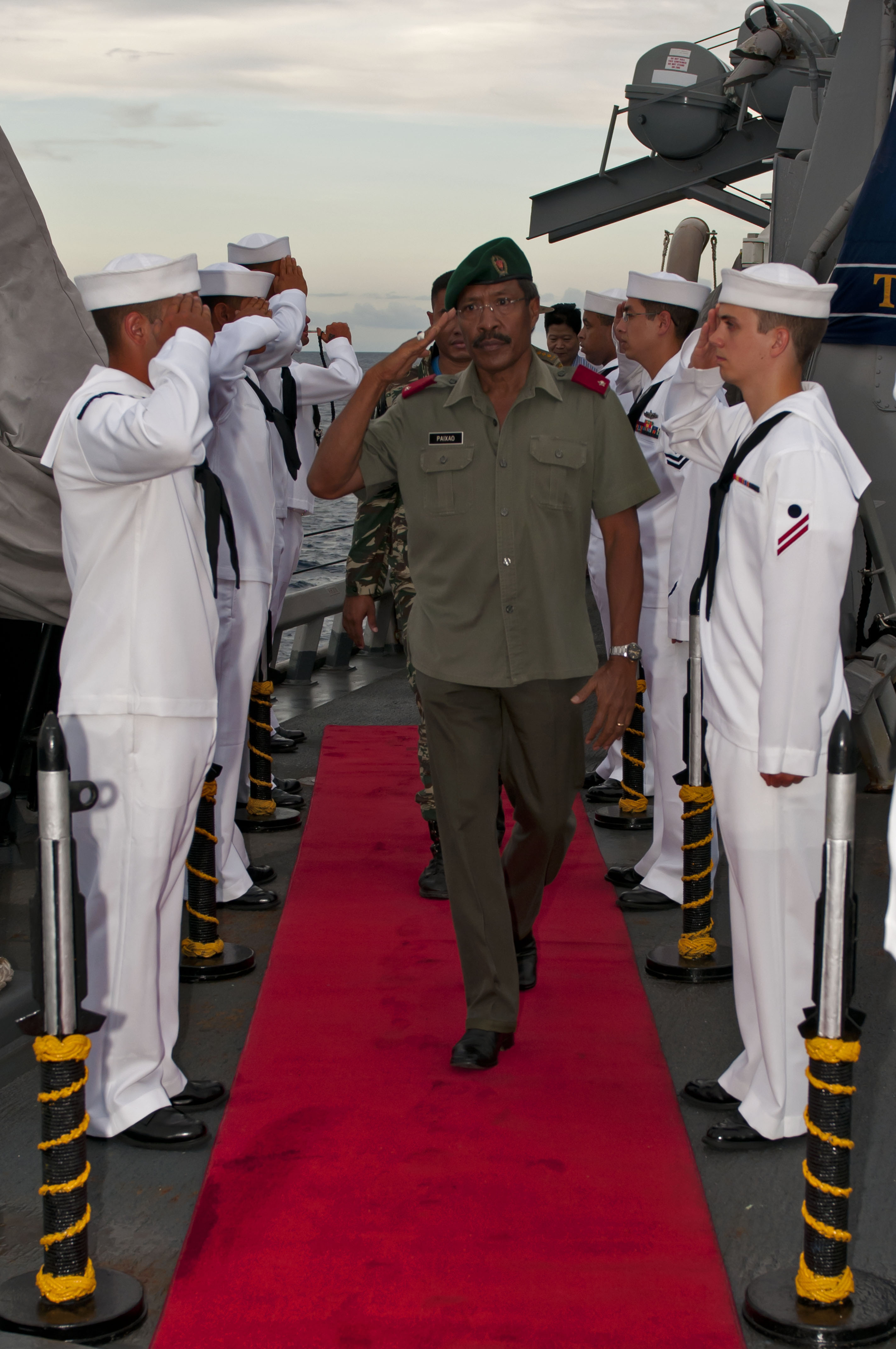
سرتیپ فیلومنو دا پائیشائو، معاون فرمانده نیروهای دفاعی تیمور، در بازدید از یک ناو جنگی آمریکایی.

نیروهای دفاعی تیمور شامل یک ستاد فرماندهی، یک بخش زمینی، یک بخش دریایی و یک بخش هوایی است. پس از تأسیس، نیروهای دفاعی تیمور، این ارگان بزرگ‌ترین و پیشرفته‌ترین شبکه اطلاعات انسانی را در تیمور شرقی داشت که بر اساس شبکه‌های مخفی مقاومت ایجاد شده در دوران اشغال اندونزی شکل گرفته بود. با این حال، در ماه مه ۲۰۰۸، پارلمان ملی قانونی تصویب کرد که شاخه اطلاعاتی نیروهای دفاعی تیمور را تحت اختیار رئیس سرویس ملی اطلاعات قرار می‌داد.
در سال ۲۰۱۱، نیروهای دفاعی تیمور مجاز به داشتن ۱۵۰۰ نیروی دائمی و ۱۵۰۰ نیروی ذخیره بودند. با این حال، این تعداد به دلیل کمبود بودجه برای تشکیل بخش ذخیره و کمبود نیرو در دو گردان دائمی ارتش محقق نشد. در حالی که تمامی پرسنل نیروهای دفاعی تیمور در ابتدا از کهنه‌سربازان فالینتیل بودند، ترکیب این نیروها با گذر زمان تغییر کرد و تا سال ۲۰۰۵ به دلیل محدودیت‌های سنی سختگیرانه، تعداد کمی از سربازان در این نیرو باقی مانده بودند.
پس از تشکیل گردان اول نیروهای دفاعی تیمور در سال ۲۰۰۱، روند جذب نیرو برای همه افراد بالای ۱۸ سال اهل تیمور شرقی، از جمله زنان، آغاز شد. با این حال، تعداد کمی از زنان به این نیروها پیوستند. تا فوریه ۲۰۱۰، تنها هفت درصد از نیروهای جدید استخدام شده را زنان تشکیل می‌دادند. در سال ۲۰۲۰، زنان ۱۰٫۸ درصد از پرسنل نیروهای دفاعی تیمور را تشکیل می‌دادند، اما هیچ زنی رتبه‌ای بالاتر از کاپیتان نداشت.